# チッタゴン丘陵地帯

チッタゴン丘陵地帯の位置

チッタゴン丘陵地帯（チッタゴンきゅうりょうちたい、Chittagong Hill Tracts, CHT）は、バングラデシュ南東部に広がる面積13,180平方kmの丘陵地帯。インドおよびミャンマーとの国境地帯に当たる。ヒマラヤ山系の延長部にあたる。行政的にはチッタゴン管区に属する。

## 歴史

シャンティ・バヒーニーの旗

バングラデシュが1971年に独立すると、1972年に先住民族（ジュマ）はチッタゴン丘陵人民連帯連合協会 (PCJSS) という政党を作り独立運動を開始し、翌年からバングラデシュ陸軍との戦闘状態に入った。
1977年、民族の自決権を求めるシャンティ・バヒーニーとバングラデシュ陸軍との間でチッタゴン丘陵地帯紛争（1977年-1997年）が勃発。紛争から避難した人々が、主にインドトリプラ州に大量に流出した。また、約1万人がミゾラム州、そして数千人（のマルマ族）がミャンマーに逃れた。
1979年、バングラデシュ政府のベンガル化政策によって、チッタゴン丘陵地帯にベンガル人が大量入植した結果、チッタゴン丘陵地帯におけるジュマとベンガル人の人口比は1990年代初頭にはほぼ1対1となった。

## 民族
人口は100万人から150万人。
ジュマ（Jumma, 焼き畑農業をする人）と総称される先住民族が暮らしている。ジュマの多くは仏教徒で、文化・人種的には東南アジアの住民に近い。
これら先住民族は、国民全てをベンガル人とするバングラデシュ政府の同化政策によって迫害を受けている。このため緊張状態にあり、治安状態は劣悪である。
2011年のセンサスで、上座仏教のジュマが全体の50%、ムスリム系ベンガル人が48%、残りがヒンドゥー教・キリスト教・アニミズム等とされている。

### 主要な先住民族集団（ジュマ）
チッタゴン丘陵地帯の先住民族の部族数に関しては長年論争が続いていたが近年では以下の12民族とする説がジュマ民族内で広く受け入れられている。論争は主としてサブトライブに関するものであった。例えば、チャクマとトンチョンギャおよびキャンは言語・宗教・慣習に於いて同一であり、トンチョンギャとキャンはチャクマ民族のサブトライブであると考えることが出来る。なお、イギリス植民地時代に軍人として同地に赴任し、独立後も残留した少数のグルカ人の子孫が丘陵地帯で暮らしているとされているが、実態は不明であり、また彼らは移民の子孫であって先住民族ではない。

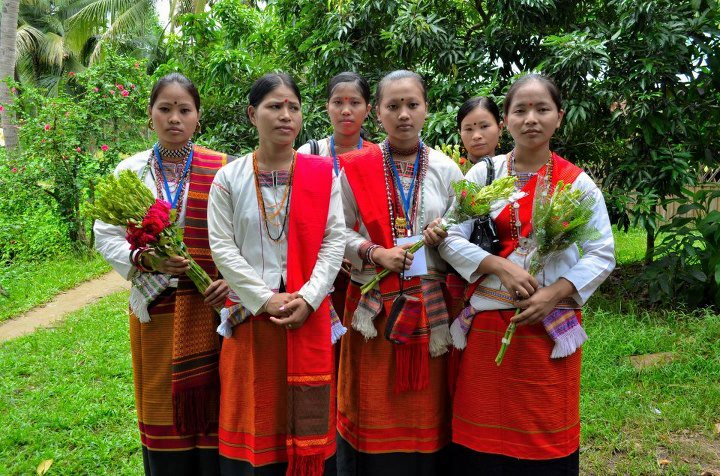
トンチョンギャ族

- チャクマ族 (Chakma)
- マルマ族（英語版） (Marma)
- トリプラ族（英語版） (Tripura)
- トンチョンギャ族（英語版） (Tanchangya)
- チャク族（英語版） (Chak)
- パンコー族（英語版） (Pankhua)
- ムロ族（英語版） (Mru)
- ムルン族（英語版） (Murung)
- バウム族（英語版） (Bawn)
- ルシャイ族（英語版） (Lushai)
- キャン族（英語版） (Kyang)
- クミ族（英語版） (Khumi)

### ベンガル人
1947年の独立時、丘陵地帯に暮らすベンガル人はごく少数であった。その後、カプタイダムの開発（後述）などで丘陵地帯に来て定住したベンガル人人口は1971年のパキスタンからの独立時で約5万人と言われている。これらの人々とその子孫は1997年和平協定においてチッタゴン丘陵地帯評議会の選挙権を認められ、つまりは先住民族と同等な権利を有する正当な居住者とされた。ベンガル人人口の大多数は政府の入植政策により移住した人々である。また、入植政策とは無関係に職を求めて平野部から非合法に移住してくるベンガル人も少なくない。

## カプタイダム

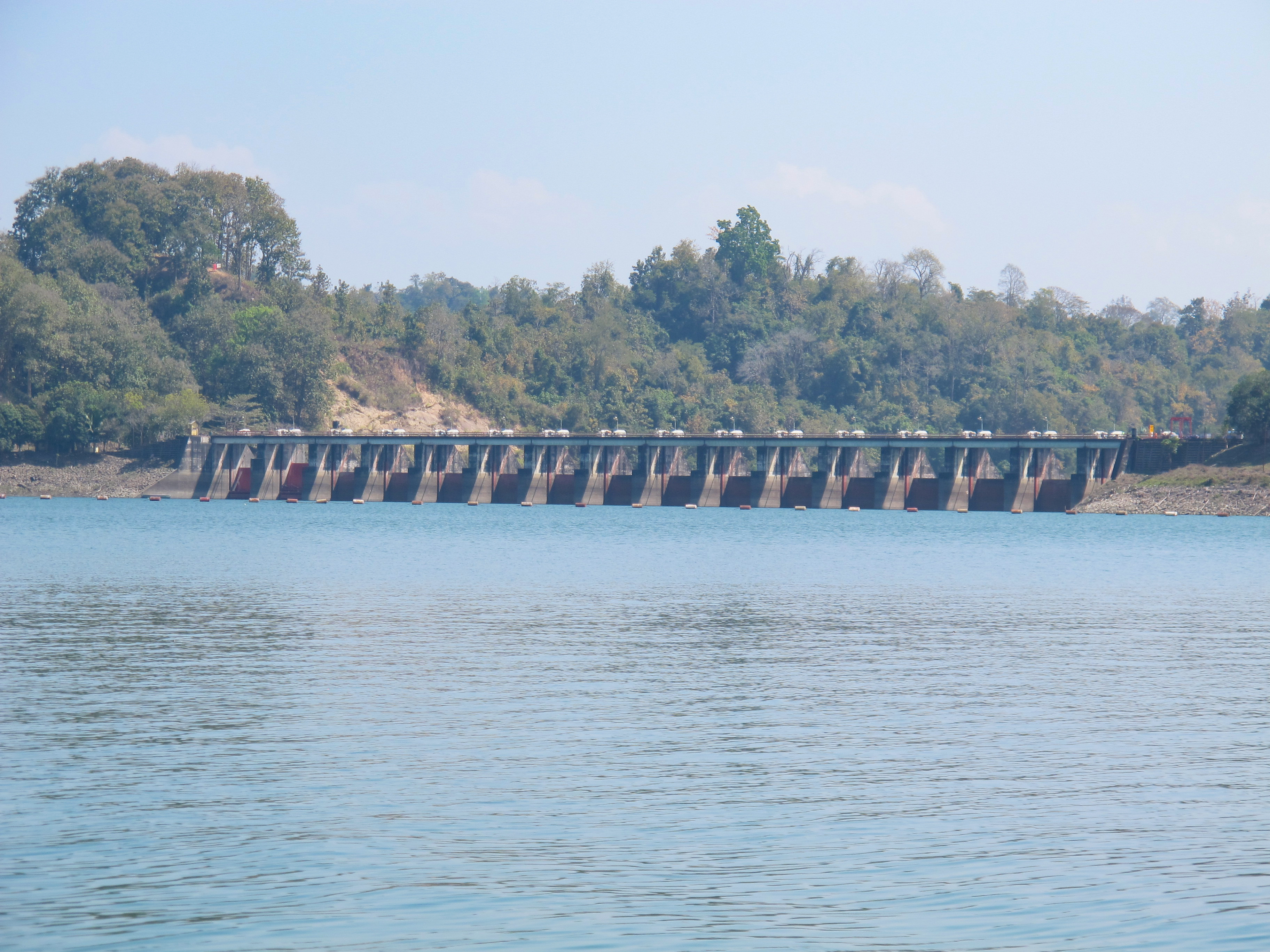
カプタイダム（2020年）

カルナプリー川上流域にあたるチッタゴン丘陵地帯では、20世紀初頭にダムの建設構想が浮上した。数度の計画変更を経て1957年からカプタイダムの建設が始まり1962年に完成した。1988年にカプタイ水力発電所の本格運転が始まり、今日に至るまでバングラデシュ唯一の水力発電所となっている。また、カプタイダムのダム湖であるカプタイ湖はバングラデシュ最大の湖である。ダムの建設によって家屋や農地を失った農民に対しての補償は行われず、4万人以上のチャクマ族がインドのアルナーチャル・プラデーシュ州への移住を余儀なくされた。この土地不足がチッタゴン丘陵地帯紛争の主な原因だと考えられている。